# 廣川三憲
廣川 三憲（ひろかわ みつのり、1962年8月15日 - ）は、山口県熊毛郡大和町（現・光市）出身の俳優である。

## 経歴・人物
ダックスープ所属。1981年3月、山口県立柳井高等学校卒業。同年の4月に山口大学人文学部人文学科に入学。社会学専攻。1985年3月に同大学を卒業。血液型はAB型。劇団ナイロン100℃（以下、「ナイロン」）メンバー。

## エピソード
- 2008年1月現在、ナイロンでは最高齢の俳優である。そのため、主宰のケラリーノ・サンドロヴィッチを含め、ナイロンの俳優は全員、「廣川さん」という敬称付けで呼んでいる（ナイロンへの参加時期は大倉孝二や新谷真弓と同時期の1995年オーディション組である）。

## 舞台

### ナイロン100℃
- 「ウチハソバヤジャナイ〜version100℃〜」ミハエルの仲間役
- 「カメラ≠万年筆」梶ヶ谷役
- 「下北ビートニクス」間役
- 「フリドニア〜フリドニア日記#1〜」陳先生役
- 「インスタント・ポルノグラフィ」望月省一役
- 「フランケンシュタイン〜version100℃〜」博士の父アルフォンヌ役
- 「ザ・ガンビーズ・ショウ」“GO! GO! ガンビーズ”岡田役
- 「Φ(ファイ)」マスター役
- 「薔薇と大砲〜フリドニア日記#2〜」修繕屋役
- 「テイク・ザ・マネー・アンド・ラン」船長役
- 「ナイス・エイジ」司会者役
- 「ノーアート・ノーライフ」モズ役
- 「東京のSF」万城目百朗役
- 「ドント・トラスト・オーバー30」メグミの父役
- 「ハルディン・ホテル」チン（ホテル従業員）役
- 「男性の好きなスポーツ」クマガイ役
- 「カラフルメリィでオハヨ〜いつもの軽い致命傷の朝〜」品川先輩、伯父役
- 「ナイス・エイジ」司会者役
- 「犬は鎖につなぐべからず」譲役（驟雨）・基一郎役（ここに弟あり）・ヤモリ役（犬は鎖に繋ぐべからず）
- 「わが闇」柏木伸彦役
- 「シャープさんフラットさん」園田研々役（ホワイトチーム）
- 「神様とその他の変種」男6役
- 「世田谷カフカ　〜フランツ・カフカ「審判」「城」「失踪者」を草案とする〜」廣川三憲、ヤーコブ叔父、矢代低吉役
- 「黒い十人の女〜version100℃〜」阿木役
- 「ノーアート・ノーライフ」モズ役
- 「百年の秘密」ウィリアム役
- 「デカメロン21〜あるいは、男性の好きなスポーツ外伝〜」この演劇の世界をコントロールしているらしい偉い人役 他

### シリーウォーク・プロデュース
- 1997.10 青山演劇フェスティバル参加作品「病気」（作：別役実　演出：ケラリーノ・サンドロヴィッチ）
- 1998.05 猫ニャー+ナイロン100℃合同公演　猫100℃ー「山脈」（作・演出：ブルースカイ）
- 2001.08 KERA・MAP #001「暗い冒険」（作・演出：ケラリーノ・サンドロヴィッチ）
- 2004シリーウォークプロデュース「ウチハソバヤジャナイ」（作：ケラリーノ・サンドロヴィッチ　脚色・演出：ブルースカイ）

### その他の主な舞台
- らせん劇場(静岡)に参加。
- しずおか演劇祭主催者劇「12の月の物語」
- 故林広志プロデュース当時はポピュラー「奥本清美さん（23才、OL)」
- 故林広志プロデュース「薄着知らずの女」
- 故林広志プロデュース「薄着知らずの女2」
- オリガト・プラスティコVol.1「カフカズ・ディック」（作・演出：ケラリーノ・サンドロヴィッチ）
- 故林広志プロデュース　当時はポピュラー3「浜口麻衣子さん（18才、学生）」
- 2002こどもの城×G2プロデュース・ファミリー公演「おじいちゃんの夏」（作・演出：G2）
- 故林広志prd.「コネクト〜薄着知らずの女スペシャルwith親族代表〜」（作・演出：故林広志）
- パルコ・キューブ提携公演「SLAPSTICKS」（作・演出：ケラリーノ・サンドロヴィッチ）
- トム・プロジェクトプロデュース「狐狸狐狸ばなし」（作：北條秀司　演出：ケラリーノ・サンドロヴィッチ）
- Piper 「スプーキー・ハウス」（作・演出：後藤ひろひと）
- G2プロデュース「キャンディーズ」（作・演出：G2）
- まつもと市民芸術館企画製作「アルルの女」（作：A・ドーデー　脚色・演出：内田紳一郎）
- G2プロデュース「おじいちゃんの夏」（作・演出：G2）
- 劇団、本谷有希子 第10回公演「無理矢理」（作・演出：本谷有希子）
- 演劇キックプロデュース 演劇ぶっく社20周年記念公演「レミゼラブ・ル」（原作：ヴィクトル・ユゴー　脚本・演出：ブルースカイ）
- トム・プロジェクトプロデュース「狐狸狐狸ばなし」（作：北條秀司　演出：ケラリーノ・サンドロヴィッチ）
- wat mayhem「パンク侍、斬られて候」（原作：町田康　脚本・演出：山内圭哉）
- 世界は笑う（2022年、作・演出：ケラリーノ・サンドロヴィッチ）[1]
- かわりのない（2024年、作・演出：タカイアキフミ）[2]
- 神話、夜の果ての（2024年、作・演出：詩森ろば）[3]
- ゾノノキカク「Crash」（2025年、作・演出：福名理穂）[4]
- good morning N°5「執着の泡」（2025年、作・演出：澤田育子）[5]
- Office8次元プロデュース公演 鳴らして楽しむミュージカル「セロ弾きのゴーシュ」（2025年公演予定、原作：宮沢賢治、脚本：葛木英、演出：淺場万矢）[6]

## 出演

### テレビドラマ
- 白い巨塔（2003年） - 佐々木信平 役
- 火消し屋小町
- 虹の行方
- アキハバラ@DEEP
- 逃亡者 木島丈一郎
- 怨み屋本舗（2006年、テレビ東京） - 杉河正志 役
- 時効警察
- 帰ってきた時効警察
- 週刊真木よう子「おんな任侠筋子肌」（2008年、テレビ東京） - マスター 役
- ケータイ捜査官7（2008年、テレビ東京） - 平川一宏 役
- 探偵Xからの挑戦状!2 （2009年、NHK） -
- 天才てれびくんMAX ビットワールド　（2009年-、NHK教育） - Dr.ヒロミツ・カゲロウ 役
- SPEC〜警視庁公安部公安第五課 未詳事件特別対策係事件簿〜（2010年、TBS）
- 植物男子ベランダー（2014年、NHK BSプレミアム）
- 民王（2015年、テレビ朝日） - 民政党議員 役
- 連続テレビ小説 ひよっこ 第32・40回（2017年5月9日・18日、NHK）
- 警視庁いきもの係 第1話（2017年7月9日、フジテレビ） - 園田鶴夫 役
- いだてん〜東京オリムピック噺〜 第27話（2019年7月14日、NHK） - 柳家三語楼 役
- 絶メシロード 第3話（2020年2月8日、テレビ東京）[7] - 川瀬 役
- 恋する母たち 第7話（2020年12月4日、TBS） - 里見隆一郎 役
- 最愛  第9話（2021年12月10日、TBS） - 桂木 役
- だから殺せなかった（2022年1月9日 - 、WOWOW） - ワイドショー司会者 役
- 警視庁・捜査一課長 season6 第3話（2022年4月28日、テレビ朝日）- 中畠桂介 役
- 未来への10カウント 第5話 - （2022年5月12日、テレビ朝日）- 大湊勝彦 役
- 私のエレガンス（2022年） - 並木教頭 役
- オールドルーキー 第1話（2022年6月26日、TBS） - 小津オーナー 役
- 相棒season21 第9話（2022年12月14日 テレビ朝日） - 足立達夫 役
- 正直不動産2 最終話（2024年3月12日、NHK総合・NHK BSプレミアム4K） - 市議会議員 役
- 離婚弁護士 スパイダー〜慰謝料争奪編〜 第1話（2024年10月5日、日本テレビ） - 高遠亮介の父 役[8]

### 再現ドラマ
- どうーなってるの?!
- 世界ゴッタ煮偉人伝

### CM
- ニッスイ「お弁当に便利!名解凍」
- サントリー「リバークレスト（ナレーション）」
- 産経新聞
- マツモトキヨシ「Kぴぃ」
- マクドナルド
- 大塚製薬「オロナミンC」
- 旭化成 ヘーベルハウス 握手篇(担当の馬場)、羊篇(声のみ)

など

### 映画
- 図鑑に載ってない虫（2007年） - 宅配便の人 役
- 裁判長!ここは懲役4年でどうすか（2010年、ゼアリズエンタープライズ） - 藤枝裁判官 役
- 東京公園（2011年） - バーの常連客 役